# Novi Avion
Novi Avion là một máy bay chiến đấu thế hệ thứ 4, một máy bay phản lực tiêm kích siêu thanh đa chức năng được trang bị cánh mũi và cánh chính dạng tam giác, nó được thiết kế bởi Nam Tư nhưng dự án đã bị hủy bỏ trước khi việc sản xuất được bắt đầu vào đầu thập kỷ 1990.

## Phát triển
Dự án này được bắt đầu vào giữa thập niên 1980, nhằm mục đích làm cho Nam Tư hoàn toàn tự túc trong sản xuất các trang thiết bị quân sự cho quân đội của mình, và máy bay phản lực ưu thế trên không là thứ duy nhất mà Nam Tư phải nhập khẩu từ nước ngoài, vào thập kỷ 1980, Nam Tư có khả năng tự sản xuất được hầu hết mọi trang thiết bị quân sự (xe tăng, máy bay tấn công hạng nhẹ, tàu ngầm, pháo, xe thiết giáp...). Khi Liên bang Cộng hòa Xã hội Chủ nghĩa Nam Tư tan rã vào năm 1991, dự án đã bị hủy bỏ, vì việc đất nước chia cắt dẫn đến nguồn lực tài chính cần thiết để bắt đầu việc sản xuất không đủ. Khi còn gần 1 năm để hoàn thành thì chương trình bị hủy bỏ, và thiết kế của một số phương tiện sản xuất và mẫu thử nghiệm của vài bộ phận như buồng lái đã được chế tạo. Nếu không bị ngưng, nó có thể đã bay chuyến bay đầu tiên khoảng năm 1992, và có lẽ bắt đầu hoạt động chính thức vào khoảng thời gian từ giữa đến cuối thập kỷ 1990. Công việc của dự án lúc đó do Vazduhoplovno Tehnicki Institut (VTI) ("Học viện Kỹ thuật Hàng không") ở Belgrade thực hiện, đây là học viện kỹ thuật quân sự chính của Nam Tư.
Nam Tư lúc đó dự định sẽ chế tạo được khoảng 150 chiếc để thay thế những chiếc MiG-21 và J-22 đã cũ của mình, và hy vọng sẽ bán ra thị trường thế giới vài trăm chiếc Novi Avion. Thuật ngữ "Novi Avion" được dùng để chỉ dự án, theo tiếng Serbian-Croatian có nghĩa là "máy bay mới", dù máy bay có thể sẽ được đặt một tên khác thích hợp hơn khi được đưa vào hoạt động.

## Thiết kế
Novi Avion rất giống với mẫu máy bay Rafale của Pháp, dù chỉ có 1 động cơ và nhỏ hơn. Nó được thiết kế để hoàn thành nhiều vai trò, bao gồm chiếm ưu thế trên không, đánh chặn, do thám, tấn công mặt đất và tấn công tàu chiến. Tốc độ tối đa chỉ dưới Mach 2. Khả năng cơ động cực kỳ tốt ở cả tốc độ siêu thanh và dưới siêu thanh là một ưu tiên trong thiết kế, và một phần chính của khung máy bay được làm bởi vật liệu composite. Thiết kế sẽ kết hợp một số đặc tính để hạ thấp diện tích phản xạ sóng radar, dù nó không phải là một máy bay tàng hình thật sự. Máy bay sẽ mang một hệ thống tác chiến điện tử tiến tiến là ECM (hệ thống phòng thủ điện tử)/ECCM (hệ thống đối kháng phòng thủ điện tử). Nó là một thiết kế hoàn toàn của Nam Tư, không dựa vào bất kỳ máy bay nước ngoài nào, mặc dù được Pháp cung cấp một số hỗ trợ nào đó đối với thiết kế những phần phức tạp mà Nam Tư không có kinh nghiệm thực hiện, như radar đa dụng. Động cơ là loại Snecma M88 của Pháp, cũng là động cơ được trang bị cho Rafale. Hầu hết vũ khí nó dự định mang có lẽ là các vũ khí của Pháp hoặc vũ khí được chế tạo dưới sự giúp đỡ của Pháp.

## Thông số kỹ thuật

### Đặc điểm riêng
- Phi đoàn: 1
- Chiều dài: 13,75 m
- Sải cánh: 8,00 m
- Chiều cao: 4,87 m
- Diện tích cánh: 30 m²
- Trọng lượng rỗng: 6247 kg
- Trọng lượng cất cánh tối đa: 13.400 kg
- Động cơ: 1× động cơ phản lực Snecma M88, lực đẩy khô 50 kN (11,250 lbf), đốt nhiên liệu lần hai 75 kN (17,000 lbf)

### Hiệu suất bay
- Vận tốc cực đại: Mach 1,88 (2000 km/h)
- Tầm bay: 3765 km
- Trần bay: 17.000 m
- Vận tốc lên cao: 16.500 m/phút
- Lực nâng của cánh: 446.67 kg/m²
- Lực đẩy/trọng lượng: n/a

### Vũ khí
- 1x pháo 30 mm
- 11 giá treo vũ khí, bao gồm cả hai tên lửa không đối không hồng ngoại

## Hệ thống điện tử
- Radar ở đầu mũi.
- Hệ thống điều khiển bay số.
- Hệ thống tấn công/dẫn đường đa chức năng.
- Truyền thông tin an toàn.
- Màng hình hiển thị trong buồng lái hiện đại.

## Nội dung liên quan

### Máy bay có tính năng tương đương
- Dassault Rafale
- Dassault Mirage 2000
- F-16 Fighting Falcon
- JAS 39 Gripen